# سرعت گرانش
در نظریه‌های نسبیتی کلاسیک سرعت گرانش (انگلیسی: Speed of gravity) به سرعت تغییر در امواج گرانشیِ اشاره دارد که در یک میدان گرانشی منتشر می‌شود. تغییر در توزیع انرژی و تکانه ماده منجر به تغییر بعدی، در فاصله دور، در میدان گرانشی تولید می‌شود. یا سرعت گرانش سرعت یک موج گرانشی است که همان‌گونه که در نسبیت عام پیش‌بینی شده و با مشاهده ادغام ستاره نوترونی جی‌دبلیو ۱۷۰۸۱۷ تأیید شده‌است که همان سرعت نور (c) است.
1. ↑  Exact value: (۲۹۹۷۹۲۴۵۸ × ۶۰ × ۶۰ × 24 / ۱۴۹۵۹۷۸۷۰۷۰۰) AU/day
2. ↑  Exact value: (۹۹۹۹۹۲۶۵۱π / ۱۰۲۴۶۴۲۹۵۰۰) pc/y